# Dakota (Minnesota)
Dakota è un comune degli Stati Uniti d'America, situato nello Stato del Minnesota, nella Contea di Winona.